# 大竹市立大竹中学校
大竹市立大竹中学校（おおたけしりつおおたけちゅうがっこう）は、広島県大竹市白石一丁目にある公立中学校。

## 沿革
- 1947年 (昭和22年）
  - 4月15日 - 大竹町立大竹中学校開校式[3]。
- 1948年（昭和23年）
  - 4月1日 - 大竹町・木野村学校組合立大竹中学校と改称[3]。
- 1951年（昭和26年）
  - 4月1日 - 大竹町立大竹中学校と改称[3]。
- 1954年（昭和29年）
  - 9月1日 - 大竹市立大竹中学校と改称[注 1]。
- 1957年（昭和32年）
  - 10月12日 - 創立10周年記念式典開催[3]。
- 1962年（昭和37年）
  - 9月27日 - 新校舎落成記念式典開催[3]。
- 1967年（昭和42年）
  - 11月19日 - 創立20周年記念式典開催[3]。
- 1983年（昭和58年）
  - 5月23日 - 同校プールで同校水泳部員の死亡事故が発生[注 2]。
- 1991年（平成3年）
  - 6月24日 - 体育館落成式開催[3]。
- 2005年（平成17年）
  - 3月20日 - 新校舎落成記念式典開催[3]。

## 校区
- 大竹市立大竹小学校の校区[6]
  - 新町1丁目〜3丁目、油見1丁目〜3丁目、本町1丁目、2丁目、白石1丁目、2丁目、元町1丁目〜4丁目、東栄1丁目〜3丁目、西栄1丁目〜3丁目、南栄1丁目〜3丁目、北栄、大竹町、大竹町油見、木野1〜2丁目、大竹町木野

## アクセス
- JR西日本山陽本線大竹駅下車、徒歩10分